# انرژی (پردازش سیگنال)
در پردازش سیگنال، انرژی {\displaystyle E_{s}} یک سیگنال (x(t پیوسته در زمان به صورت
{\displaystyle E_{s}\ \ =\ \ \langle x(t),x(t)\rangle \ \ =\int _{-\infty }^{\infty }{|x(t)|^{2}}dt}
تعریف می شود، و انرژی {\displaystyle E_{s}}یک سیگنال گسسته در زمان (x(n به صورت
{\displaystyle E_{s}\ \ =\ \ \langle x(n),x(n)\rangle \ \ =\sum _{n=-\infty }^{\infty }{|x(n)|^{2}}}
تعریف می شود.

## ارتباط با انرژی در فیزیک
این تعریف الزاماً به همان مفهوم انرژی در فیزیک نیست ولی رابطه‌ی نزدیکی با آن دارد، به گونه‌ای که ممکن است در مواردی آن دو را به شکل زیر به هم تبدیل کرد:
{\displaystyle E={E_{s} \over Z}={1 \over Z}\int _{-\infty }^{\infty }{|x(t)|^{2}}dt}
که Z ضریبی با واحدی است که بعد این رابطه را به انرژی تبدیل می‌کند و اندازه‌ی آن، اندازه‌ی باری است که سیگنال بر آن اثر می‌نماید.